# Revelhe

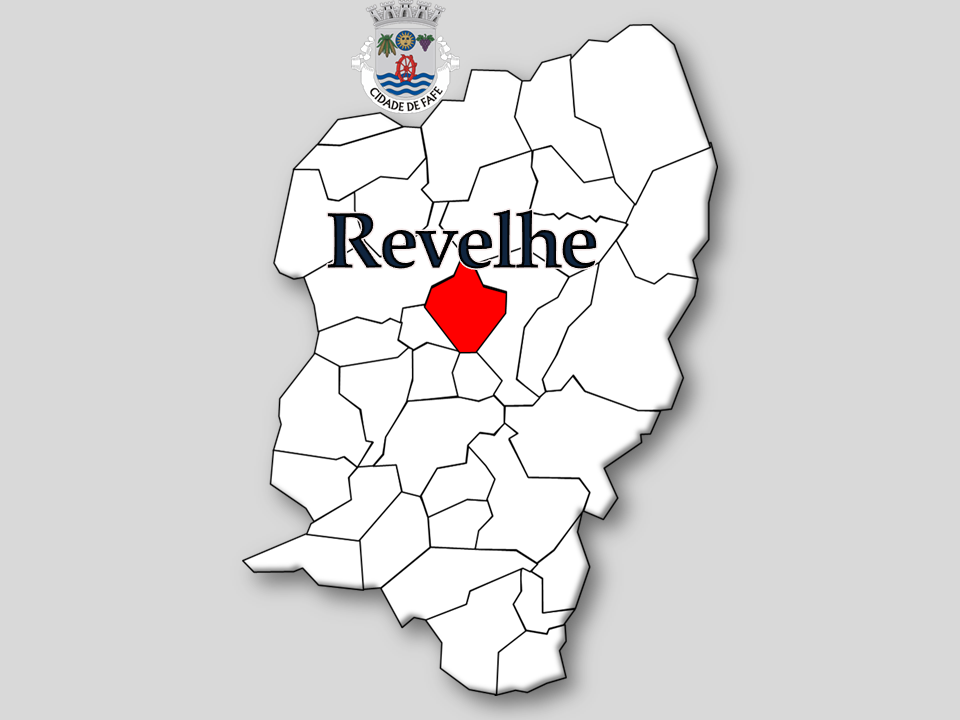
Localização da Freguesia de Revelhe no Município de Fafe

Revelhe é uma povoação portuguesa sede da Freguesia de Revelhe do Município de Fafe, freguesia com 4,91 km² de área e 788 habitantes (censo de 2021), tendo, por isso, uma densidade populacional de 160,5 hab./km².

## Demografia
A população registada nos censos foi:
| Ano  | 0-14 Anos | 15-24 Anos | 25-64 Anos | > 65 Anos |
| 2001 | 153       | 148        | 399        | 120       |
| 2011 | 152       | 108        | 448        | 141       |
| 2021 | 101       | 95         | 416        | 176       |